# Československá hokejová reprezentace v sezóně 1930/1931
Československá hokejová reprezentace v sezóně 1930/1931 sehrála celkem 9 zápasů.

## Přehled mezistátních zápasů
| Pořadí | Datum          | Soupeř    | Výsledek            | Soutěž                 | Místo utkání |
| ------ | -------------- | --------- | ------------------- | ---------------------- | ------------ |
| 58.    | 18. ledna 1931 | Kanada    | 0:0                 | přátelsky              | Praha        |
| 59.    | 1. února 1931  | Maďarsko  | 4:1 (2:0, 1:1, 1:0) | Mistrovství světa 1931 | Krynica      |
| 60.    | 2. února 1931  | Polsko    | 4:1 (0:0, 3:0, 1:1) | Mistrovství světa 1931 | Krynica      |
| 61.    | 4. února 1931  | Kanada    | 0:2 (0:1, 0:0, 0:1) | Mistrovství světa 1931 | Krynica      |
| 62.    | 5. února 1931  | Rakousko  | 2:1 (2:0, 0:0, 0:1) | Mistrovství světa 1931 | Krynica      |
| 63.    | 6. února 1931  | USA       | 0:1 (0:0, 0:1, 0:0) | Mistrovství světa 1931 | Krynica      |
| 64.    | 7. února 1931  | Švédsko   | 0:1 (0:0, 0:0, 0:1) | Mistrovství světa 1931 | Krynica      |
| 65.    | 8. února 1931  | Švýcarsko | 0:0                 | Mistrovství světa 1931 | Krynica      |
| 66.    | 12. února 1931 | Kanada    | 0:4 (0:0, 0:0, 0:4) | přátelsky              | Praha        |
| 67.    | 1. března 1931 | Kanada    | 1:2 (0:2, 1:0, 0:0) | Turnaj v Berlíně       | Berlín       |

## Bilance sezóny 1930/31
| Soupeř    | Zápasy | Výhry | Remízy | Prohry | Skóre |
| --------- | ------ | ----- | ------ | ------ | ----- |
| Kanada    | 4      | 0     | 1      | 3      | 1:8   |
| Maďarsko  | 1      | 1     | 0      | 0      | 4:1   |
| Polsko    | 1      | 0     | 0      | 1      | 4:1   |
| Rakousko  | 1      | 1     | 0      | 0      | 2:1   |
| Švédsko   | 1      | 0     | 0      | 1      | 0:1   |
| Švýcarsko | 1      | 0     | 1      | 0      | 0:0   |
| USA       | 1      | 0     | 0      | 1      | 0:1   |
| Celkem    | 10     | 2     | 2      | 6      | 11:13 |

## Přátelské mezistátní zápasy
Československo –  Kanada 0:0 
18. ledna 1931 – Praha	

Rozhodčí: Jaroslav Řezáč (TCH)

Vyloučení: 3:4
ČSR: Jan Peka – Jaroslav Pušbauer, Josef Král – Karel Hromádka, Josef Maleček, Bohumil Steigenhöfer – Jiří Tožička, Zbislav Peters, Tomáš Švihovec
Kanada: Art Puttee – Ward McVey, Guy Williamson – Gordon McKenzie, Blake Watson, George Hill – Frank Morris, Daniel McCallum, John Pidcock.
 Československo –  Kanada 0:4 (0:0, 0:0, 0:4)
12. února 1931 (19:30) – Praha

Branky a nahrávky Kanady: 36. Guy Williamson (Daniel McCallum), 38. John Pidcock, 38. George Hill (Ward McVey), 45. John Pidcock

Rozhodčí: Jaroslav Řezáč (TCH)
ČSR: Jan Peka – Jaroslav Pušbauer, Josef Král – Tomáš Švihovec, Josef Maleček, Jiří Tožička – Wilhelm Heinz, Alfred Mattern
Kanada: Art Puttee – Ward McVey, Guy Williamson – Frank Morris, Blake Watson, Gordon McKenzie – George Hill, Daniel McCallum, John Pidcock.